# Église San Luigi Gonzaga (Rome)
L'église San Luigi Gonzaga (en français : église Saint-Louis-de-Gonzague) est une église romaine située dans le quartier de Parioli sur la via di Villa Emiliani. Elle est dédiée au jésuite italien Louis de Gonzague.

## Historique
Cette église a été érigée en 1929 sur les plans de l'architecte Enrico Castelli comme annexe du couvent des Carmélites. En 1958, l'ensemble du site est vendu aux Missionnaires comboniens du Sacré-Cœur. Une restauration complète a été réalisée en 1968 après la définition de la juridiction de la paroisse par le décret Percrescente incolarum du cardinal Clemente Micara signé le 7 janvier 1963.
Le 6 novembre 1988, elle reçoit la visite pastorale du pape Jean-Paul II.

## Architecture
L'intérieur de l'église est composé d'une nef unique.

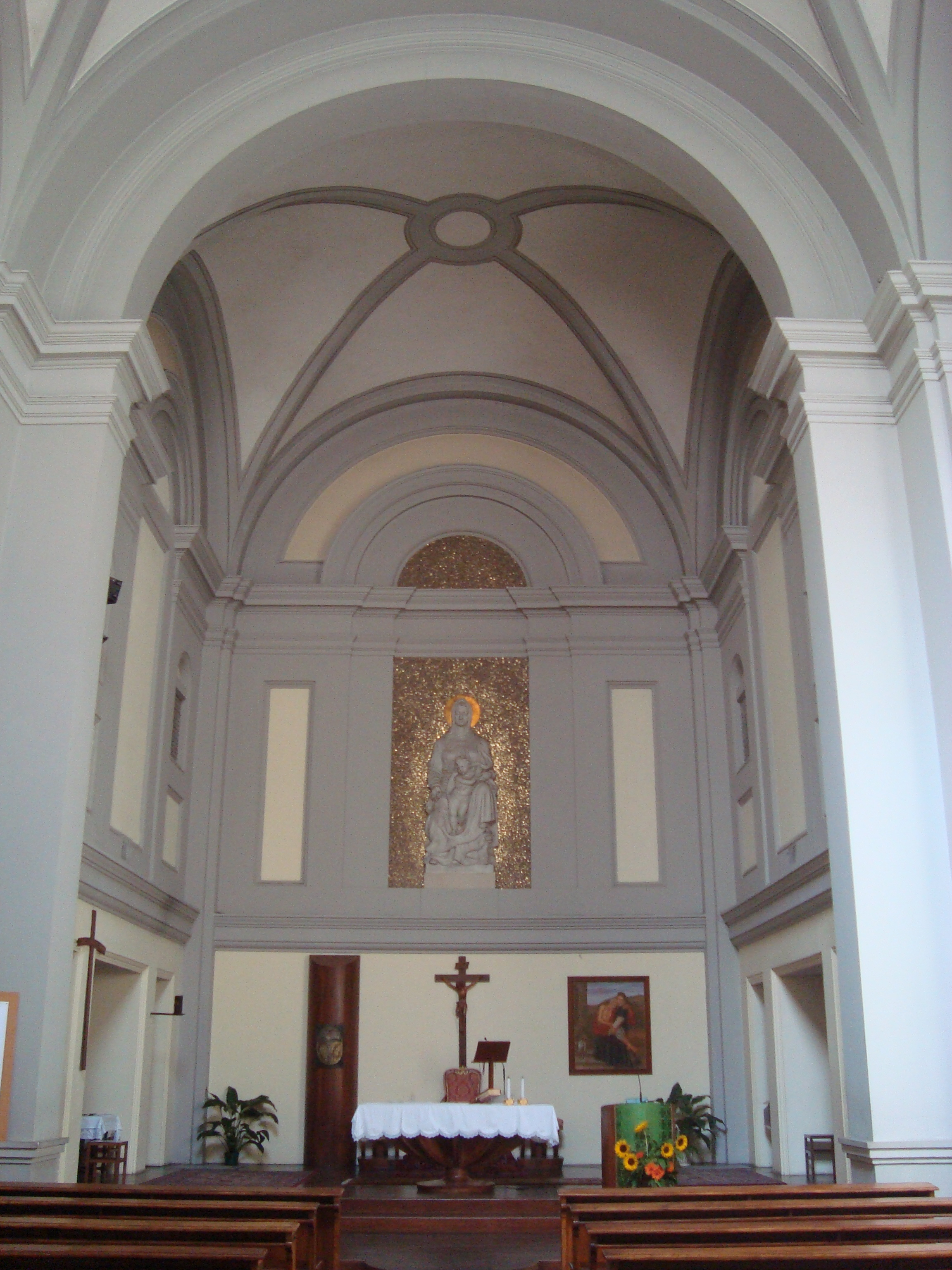
Vue de la nef

## Sources
- (it) Cet article est partiellement ou en totalité issu de l’article de Wikipédia en italien intitulé « Chiesa di San Luigi Gonzaga » (voir la liste des auteurs).